# Московская улица (Хабаровск)
Московская улица — короткая, около 400 м, улица Хабаровска, проходит через исторический центр города параллельно руслу Амура от улицы Карла Маркса до улицы Панькова.

## История
Проложена в начале XX века. Историческое название — Иркутская, ныне Иркутская — улица в Железнодорожном районе города.
С начала XX века в Хабаровске велись работы по обустройству городского водопровода.
Между 1907 и 1910 годами на улице была возведена составляющей городского водопровода водонапорная башня. Одновременно она снабжала водой и железнодорожный узел при неисправности водораздаточной башни на вокзале. В 1912 году по улице прошла узкоколейная железная дорога из центра Хабаровска в селение Николо-Александровка (на Красной речке), у перекрёстка с ул. Муравьева-Амурского был устроен разворотный круг, и башня стала обслуживать паровозы. Здесь же, у перекрёстка, находился вокзал.
В 1930-х годах узкоколейную дорогу разобрали, вокзал приспособили под дом инвалидов, а потом снесли и освободившееся место застроили в стиле 1960-х. В 1979—1980 годах в башне провели ремонт и открыли кафе, некоторое время носившее название «Старая башня». В 2008 году здание продали в частную собственность.

## Достопримечательности
д. 2а — Башня водонапорная
д. 5 — жилой дом

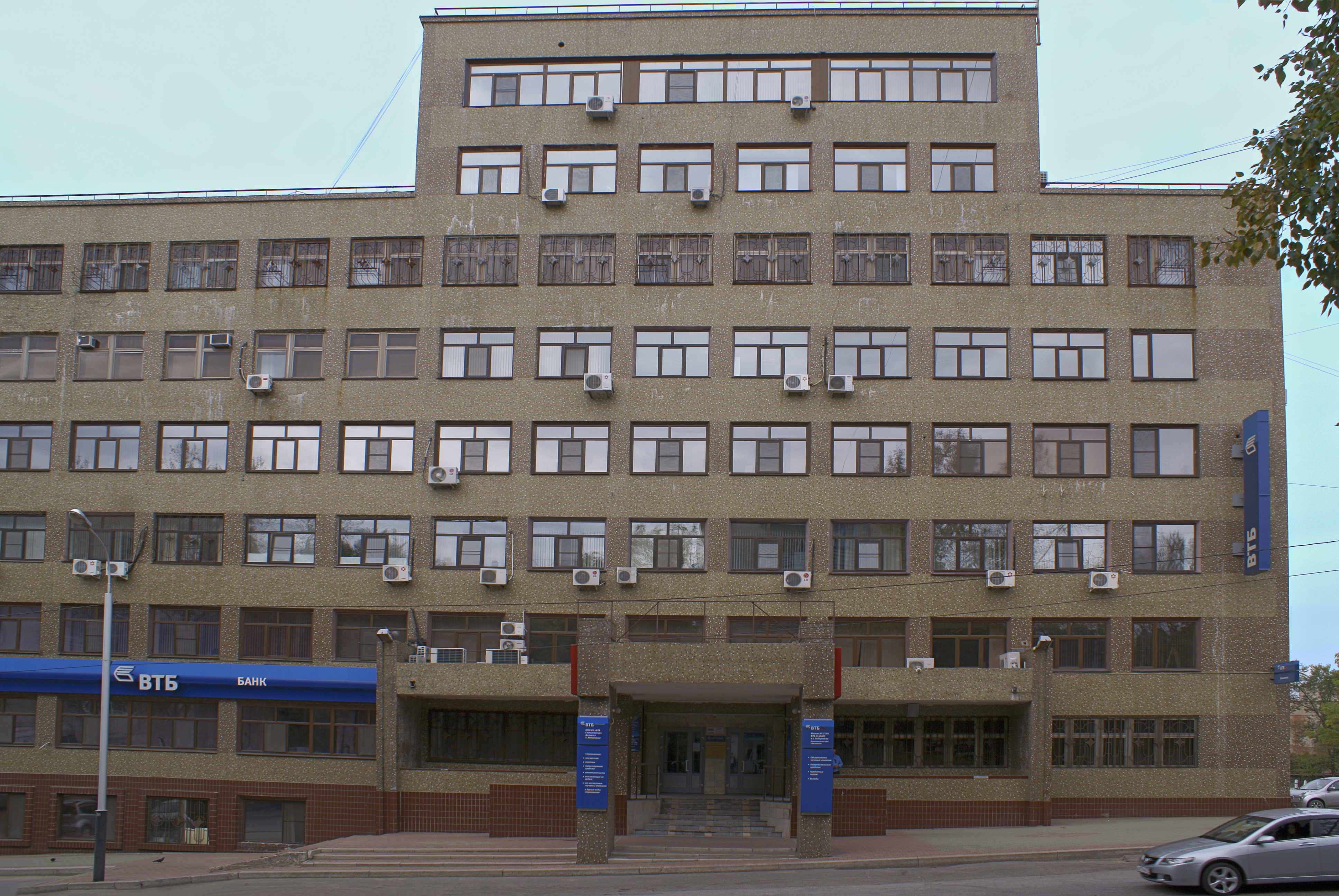
Современная застройка на месте д. 7

д. 7 — жилой дом (ныне утрачен, на этом месте возведено 8-этажное офисное здание)